# Хосе-Энрике-Родо
Хосе-Энрике-Родо (исп. José Enrique Rodó) — небольшой город на юго-западе Уругвая, на территории департамента Сорьяно.

## География
Город находится в юго-восточной части департамента, к западу от гряды Кучилья-дель-Бискочо, на высоте 142 метров над уровнем моря.
Хосе-Энрике-Родо расположен на расстоянии приблизительно 66 километров к юго-востоку от города Мерседес, административного центра департамента и на расстоянии 172 километров к северо-западу от Монтевидео, столицы страны. Ближайший гражданский аэропорт расположен в городе Мерседес.

## История
Хосе-Энрике-Родо возник как населённый пункт при железнодорожной станции. Получил статус сельского населённого пункта (Pueblo) 12 июня 1924 года. Получил статус малого города (Villa) 17 ноября 1964 года. Топоним связан с именем уругвайского писателя Хосе Энрике Родо.

## Население
По данным переписи 2011 года, население составляло 2 120 человек.
| Год  | Население |
| ---- | --------- |
| 1908 | 3 113     |
| 1963 | 1 319     |
| 1975 | 1 788     |
| 1985 | 1 661     |
| 1996 | 1 853     |
| 2004 | 2 113     |
| 2011 | 2 120     |

Источник: Instituto Nacional de Estadística de Uruguay